# Pęczniew (gmina)
Pour les articles homonymes, voir Pęczniew.
Pęczniew est une gmina (commune) rurale (gmina wiejska) du powiat de Poddębice, dans la Voïvodie de Łódź, dans le centre de la Pologne.
Son siège administratif (chef-lieu) est le village de Pęczniew, qui se situe environ 20 kilomètres (km) au sud-ouest de Poddębice (siège du powiat) et à 51 kilomètres à l'ouest de la capitale régionale Łódź (capitale de la voïvodie).
La gmina couvre une superficie de 128,38 km2 pour une population de 3 672 habitants en 2006.

## Géographie
La gmina inclut les villages de :
- Borki Drużbińskie
- Brodnia
- Brodnia-Kolonia
- Brzeg
- Drużbin
- Dybów
- Ferdynandów
- Jadwichna
- Kraczynki
- Księża Wólka
- Księże Młyny
- Lubola
- Łyszkowice
- Osowiec
- Pęczniew
- Popów
- Przywidz
- Rudniki
- Siedlątków
- Wola Pomianowa
- Zagórki

### Gminy voisines
La gmina de Pęczniew est voisine des gminy suivantes :
- Dobra
- Poddębice
- Warta
- Zadzim

## Administration
De 1975 à 1998, la gmina était attachée administrativement à l'ancienne voïvodie de Sieradz.

Depuis 1999, elle fait partie de la nouvelle voïvodie de Łódź.

## Structure du terrain
D'après les données de 2007, la superficie de la commune de Pęczniew est de 128,38 kilomètres carrés, répartis comme telle :
- terres agricoles : 61 %
- forêts : 11 %

La commune représente 14,57 % de la superficie du powiat.

## Démographie
Données du 30 juin 2004 :
| Description        | Total  | Total | Femmes | Femmes | Hommes | Hommes |
| ------------------ | ------ | ----- | ------ | ------ | ------ | ------ |
| Unité              | Nombre | %     | Nombre | %      | Nombre | %      |
| Population         | 3 733  | 100   | 1 908  | 51,1   | 1 825  | 48,9   |
| Densité (hab./km²) | 29,1   | 29,1  | 14,9   | 14,9   | 14,2   | 14,2   |